# Senuti
Senuti (iTunes deletreado al revés) es una Aplicación informática para Macintosh desarrollada por Whitney Young. Fue publicada el 19 de abril de 2006 y creada para copiar transferir canciones del iPod a un ordenador Macintosh. Requerimientos mínimos: OS X 10.3 or superior.
La versión más reciente es la 0.50.1., pero aún sigue en desarrollo constante.

## Descripción
Senuti es una aplicación sencilla para transferir las canciones de un iPod a un Mac. Su objetivo principal consiste en recuperar las canciones de un iPod después de un problema en el disco duro, o agregar canciones de un iPod a otro.